# Christopher Puggaard
Hans Christopher Wilhelm Puggaard, född 23 maj 1823 i Köpenhamn, död 14 augusti 1864 i Caen, Normandie, var en dansk geolog. Han var son till Hans och Bolette Puggaard. 
Endast 17 år gammal blev han student från Roskilde skola och tog året därpå filosofisk examen, varefter han studerade vid Den Polytekniske læreanstalt, där han 1846 avlade examen i tillämpad naturvetenskap. Hans förmögenhet möjliggjorde åtskilliga resor genom hela Europa, och 1851 köpte han lantegendomen Hjuleberg i Halland.
Hans geologiska forskning fick ett briljant uttryck i rikt illustrerade Møens Geologi (1851) om ön Møn, vilken belönades med Köpenhamns universitets guldmedalj. Ett litet utdrag, Uebersicht der Geologie der Insel Möen, använde han som inauguralavhandling vid universitetet i Bern, där han blev filosofie doktor samma år. En något förkortad och omarbetad utgåva kom 1852 på tyska: Geologie der Insel Möen. 
Utöver att han gav uttömmande besked om kritans lagerföljd samt beskriver och avbildar fossilen behandlar han i de sista kapitlen även diluviallagren och höjningsförhållandena utförligt. I övrigt publicerade han i utländska tidskrifter ett antal mindre betydande avhandlingar om södra Italiens och Alpernas geologi.